# Макарий I
Макарий (на гръцки: Μακάριος, Макариос) е византийски духовник, охридски архиепископ около 1290-1310 година.

## Биография
Сведенията за архиепископ Макарий са оскъдни. Той е поставен на охридската катедра при император Андроник II Палеолог, не по-късно от 1295 година, когато е споменат в ктиторския надпис в охридската църква „Света Богородица Перивлепта“:
| „ | Ἀνηγέρθη ὁ θεῖος καἱ πάνσεπτος ναὸς οὕτος τῆς πανυπεραγίου δεσποίνης ἡμῶν θεοτόκου τῆς περιβλέπτου. διὰ συνδρομἢς κ(αὶ) ἐξόδου καρίου Προγόνου τοῦ Σγούρου μεγάλου. ἑταιριάρχου κ(αὶ) τῆς αυζύγου αὐτοῦ κυρ(ᾶς) Εὐδοκίας κ(αὶ) γαμβροῦ τοῦ κρατίστου κ(αὶ) ἁγίου ἡμῶν αὐτοκ(ράτορος) βασιλέως. ἐπὶ τῆς βασιλείας τοῦ εὐσεβεστάτου βασιλέως κ(αὶ) αὐτοκράτορος Ρωμαίων Ἀνδρονίκου τοῦ Παλαιολόγου κ(αὶ) Εἰρήνης τῆς εὐσεβεστάτης αὐγούστης. ἀρχιερατεύοντος δὲ Μακαρίου τοῦ παναγιωτάτου ἀρχιεπισκόπου τῆς πρώτης Ἰουστινιανῆς κ(αὶ) πάσης Βουλγαρίας ἐπὶ ἔτους ͵ϚΩΓ ἰνδ(ικτιῶνος) β'. | “ |

| „ | Вдигна се този божествен и всечестен храм на всепресветата владичица наша Богородица Перивлепта, със съдействието и разходите на господин Прогон Сгур, велик етериарх и на съпругата му госпожа Евдокия, зет на силния и свещен наш самодържец на ромеите Андроник Палеолог и на благочестивейшата му съпруга Ирина. При архиерейството на Макарий, всесветейши архиепископ на Първа Юстиниана и цяла България в г. 6803, индикт 2-ри. | “ |

През 1299 година венчава сръбския крал Стефан II Милутин и дъщерята на императора Симонида Палеологина. Умира или напуска поста преди 1317 година, когато архиепископ вече е Григорий.